# Jean Rigal (football)
Pour les articles homonymes, voir Rigal.
Jean Rigal, né le 12 décembre 1890 à Boulogne-sur-Seine (aujourd'hui Boulogne-Billancourt), et mort le 5 novembre 1979 dans le 6e arrondissement de Paris, était un joueur de football français évoluant au poste de milieu de terrain. Il n'a connu qu'un seul club en tant que joueur : l'AF Garenne-Colombes (La Garenne-Colombes).
Il compte onze sélections pour un but en équipe de France A entre 1909 et 1912. Il est membre du comité de sélection de l'équipe de France A entre juillet 1922 et mai 1936 puis devient assistant de Gaston Barreau du 22 août 1949 à octobre 1956.
Il est l'entraîneur de l'équipe de France amateure jusqu'en décembre 1968, date à laquelle démissionne et est remplacé par son adjoint Albert Borto.